# The First Ten Years: The Videos
The First Ten Years es un video musical de la banda británica Iron Maiden, lanzado en 1990. Salió a la venta en los formatos VHS y laserdisc y presenta los videos promocionales de la banda desde 1980 hasta 1990. 
El video es un anexo a la recopilación The First Ten Years también lanzado por Iron Maiden en 1990.
Desde la salida del primer sencillo "Running Free" en febrero de 1980 hasta el, por entonces, último sencillo "Holy Smoke" del álbum "No Prayer For The Dying". 73 minutos repartidos en 16 videos que posteriormente han sido incluidos en el nuevo recopilatorio "Visions Of The Beast".

## Lista de canciones
1. "Women in Uniform"
2. "Wrathchild (live)"
3. "Run to the Hills"
4. "The Number of the Beast"
5. "Flight of Icarus"
6. "The Trooper"
7. "2 Minutes to Midnight"
8. "Aces High"
9. "Running Free (live)"
10. "Wasted Years"
11. "Stranger in a Strange Land"
12. "Can I Play with Madness"
13. "The Evil that Men do"
14. "The putirvoyant"
15. "Infinite Dreams (live)"
16. "Holy Smoke"